# Leon Schulz
Leon Schulz ur. 3 kwietnia 1886 w Siemianicach, zm. 25 maja 1944 w Żabikowie) – major piechoty Wojska Polskiego, kawaler Orderu Virtuti Militari.

## Życiorys
Urodził się 3 kwietnia 1886 w Siemianicach, w rodzinie Łukasza i Marty z Biegańskich. Ukończył cztery klasy Szkoły Powszechnej w Siemianicach i szkołę uzupełniającą w Poznaniu.
10 sierpnia 1914 został wcielony do armii niemieckiej. 25 marca 1915 został ranny w prawą rękę, a 25 sierpnia 1918 pod lewym okiem. Dwa dni później roku opuścił armię pruską.
Wziął udział w powstaniu wielkopolskim, w Grupie „Leszno” w powiecie gostyńskim. 31 marca 1919 zgłosił się do porucznika Bernarda Śliwińskiego, dowódcy 6 Pułku Strzelców Wielkopolskich, późniejszego 60 Pułku Piechoty Wielkopolskiej. 28 grudnia 1919 dekretem Rady Ludowej nr 266 awansował na podporucznika. W czasie wojny z bolszewikami dowodził 1. kompanią karabinów maszynowych. Wyróżnił się 1 czerwca 1920 we wsi Gora pod Słobodą. 28 czerwca 1920 dowódca I batalionu 60 pp porucznik Paweł Thomas we wniosku o nadanie Orderu Virtuti Militari napisał:

Dnia 1 czerwca 1920 baon I/60 miał rozkaz atakowania nieprzyjaciela, znajdującego się we wsi Gora pod Słobodą. Nieprzyjaciel, będąc w ogromnej przewadze, zacięcie się trzymał i baon poniósł w tem miejscu wielkie straty. Nieprzyjacielowi udało się nawet sąsiednie oddziały odeprzeć. Wtedy wydałem rozkaz pporuczn. Schulzowi, tey kompanji kulomiotów, dojść do linji piechoty, wsunąć w nią wszystkie ciężkie kulomioty i nieprzyjaciela wstrzymywać. Ppor. Schulz rozkaz najdokładniej wykonał, okazując przytem wielką osobistą brawurę. Pod gradem kul karabinów ręcznych i kulomiotów chodził on po całej linji, widoczny w całej swej postaci, dając w ten sposób przykład odwagi żołnierzom i podnosząc otuchę na całej linji. Linja strzelecka, nie zważając już wtedy na to, iż łączność na prawo stracona została, poderwana przykładem oficerów, ruszyła naprzód i wyrzuciła nieprzyjaciela ze wsi.

Przy przeprowadzeniu nocnego ataku na Wilejkę został nieprzyjaciel wyrzucony za rzekę, gdzie stawił ponownie silny opór, tak iż prawie niemożliwem było, iżby baon mógł przejść przez rzekę. Ppor. Schulz ustawiając w tym momencie 2 ciężkie kulomioty na dachach i otwierając ogień zaporowy na nieprzyjaciela z drugiej strony rzeki, wyrządził mu ogromne straty, uniemożliwiając przy ten przeprawę baonu przez rzekę i prowadzenie dalszego skutecznego ataku.

4 czerwca po zranieniu ppor. Maya 4/60, zdałem ppor. Schulzowi odcinek nad Berezyną i na tem miejscu odparł jeszcze 3 nocne ataki bolszewickie. Podporucznik Schulz zasługuje sobie nie tylko za dobre d-wo swoją kompanją w boju, ale i za osobistą odwagę, rzutkość i energję w boju na odznaczenie orderem Virtuti Militari.

Pod jego dowództwem pułk 1 sierpnia przeszedł przez Bug. 25 listopada 1920 został zatwierdzony z dniem 1 kwietnia 1920 w stopniu porucznika, w grupie oficerów byłej armii niemieckiej.
Po zakończeniu działań wojennych pozostał w wojsku jako oficer zawodowy i kontynuował służbę w macierzystym pułku, który stacjonował w Ostrowie Wielkopolskim. 3 maja 1922 został zweryfikowany w stopniu kapitana ze starszeństwem od 1 czerwca 1919 i 1144. lokatą w korpusie oficerów piechoty. Z dniem 17 stycznia 1927 został przeniesiony służbowo na 9 normalny trzymiesięczny kurs w Centralnej Szkole Strzelniczej w Toruniu, który ukończył z wynikiem pomyślnym. W maju tego roku, w Dowództwie Okręgu Korpusu Nr VII, zdał egzamin sprawdzający przed awansem na majora. W listopadzie 1927 został przeniesiony do Korpusu Ochrony Pogranicza. 18 lutego 1928 prezydent RP nadał mu z dniem 1 stycznia 1928 stopień majora w korpusie oficerów piechoty i 61. lokatą. We wrześniu 1928 pełnił służbę w Batalionie KOP „Ostróg” na stanowisku kwatermistrza . Z dniem 30 kwietnia 1932 został przeniesiony w stan spoczynku. 11 maja tego roku przeprowadził się z Ostroga na Wołyniu do Poznania i został zameldowany na ul. Marszałka Focha 98 m. 16.
Zginął 25 maja 1944 w obozie karno-śledczym w Żabikowie.
30 marca 1932 ożenił się z Marią Teresą Estkowską (ur. 16 października 1904 w Bieganowie).

## Ordery i odznaczenia
- Krzyż Srebrny Orderu Wojskowego Virtuti Militari nr 3357[1][26][27]
- Złoty Krzyż Zasługi – 14 września 1929 „za zasługi w służbie granicznej”[28][29]
- Medal Pamiątkowy za Wojnę 1918–1921 – 1928[3]
- Medal Dziesięciolecia Odzyskanej Niepodległości – 1928[3]